# 普雷托利亚广场
38°06′56″N 13°21′43″E / 38.1156851°N 13.3619987°E

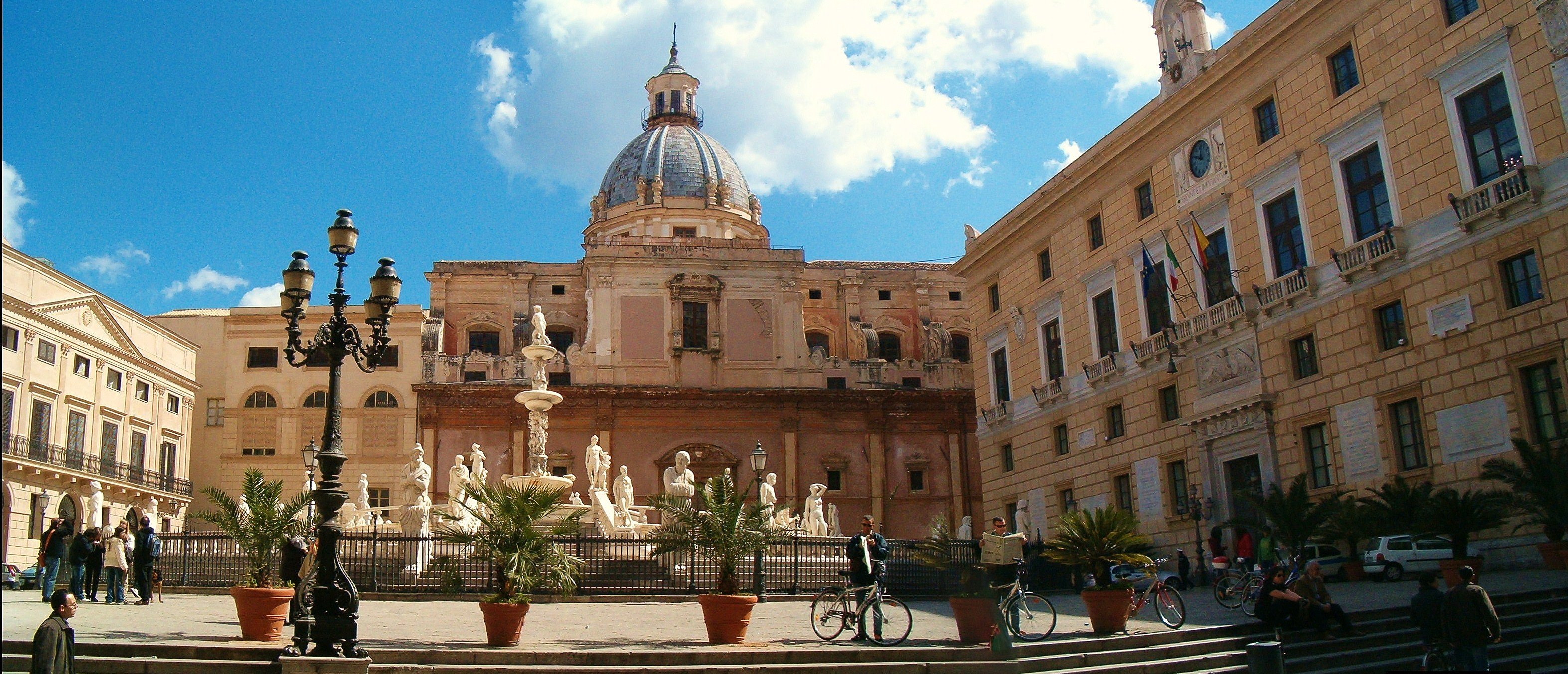
普雷托利亚广场

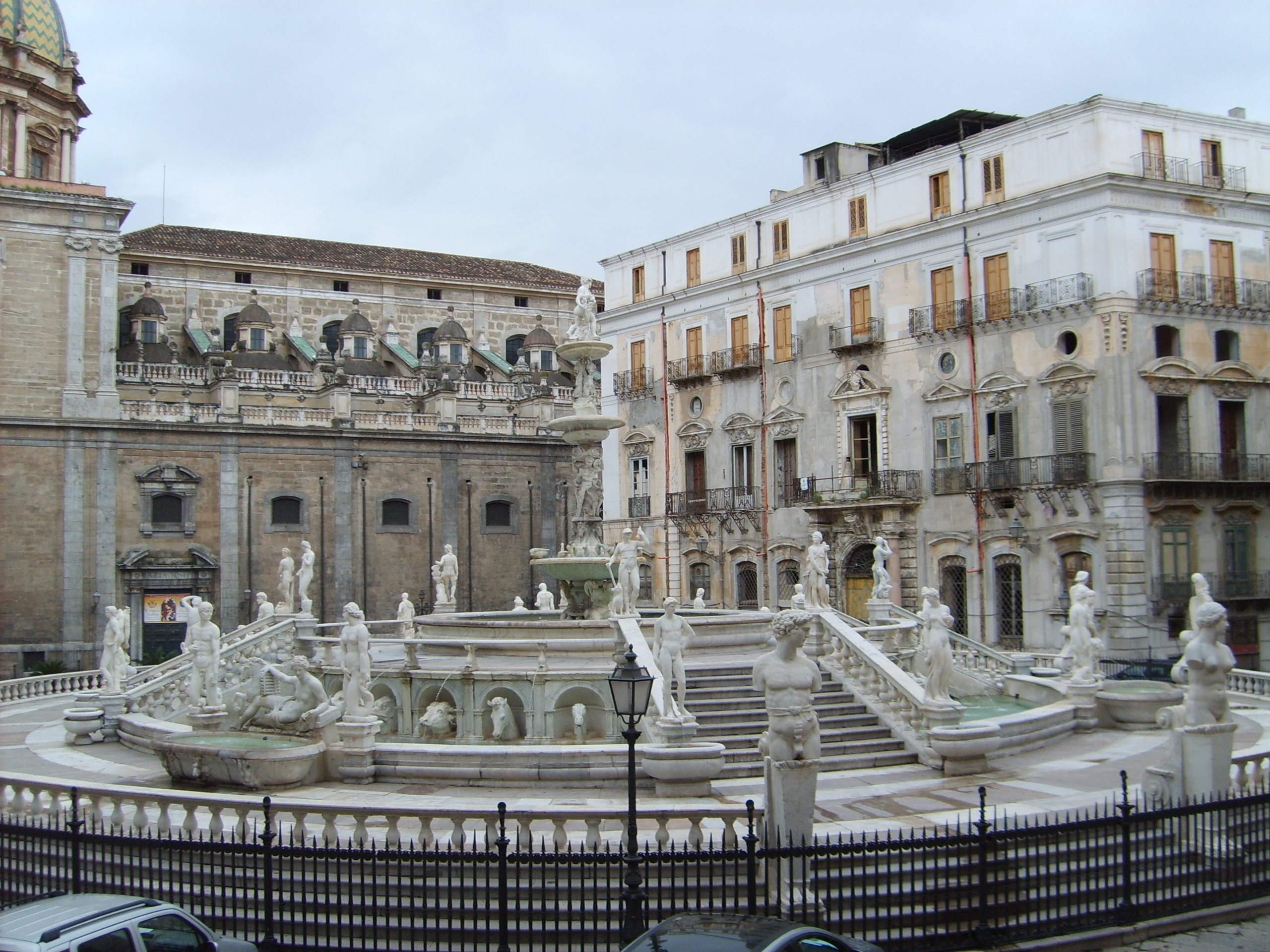
普雷托利亚喷泉

普雷托利亚广场（Piazza Pretoria），又名羞耻广场（Piazza della Vergogna），距离巴勒莫市中心四首歌广场只有咫尺之遥。

## 历史
1573年，原本为佛罗伦萨圣克莱门特宫修建的喷泉，决定放置在巴勒莫的这个地点。 
为了为巨大的喷泉让出地方，设计了一个开放广场，拆除了一些房屋。1581年，完成了喷泉广场的改造。 
从18世纪至1860年，这个喷泉被认为代表了堕落，法官广场也因为裸体雕像获得羞耻广场的绰号。

## 描述
在广场中心，是普雷托利亚喷泉（Fontana Pretoria），建于1554年，设计师是Francesco Camilliani。
广场的三面被建筑物包围：普雷托利奥宫（Palazzo Pretorio），建于14世纪，19世纪改建；圣加大肋纳堂（Chiesa di Santa Caterina），建于16世纪末；和两座男爵宫殿：博诺科雷宫（Palazzo Bonocore）和博尔多纳罗宫（Palazzo Bordonaro）。广场的四面需要下台阶到马奎达街（Via Maqueda）。